# ميمفس ميتس
ميمفس ميتس (بالإنجليزية: Memphis Meats)‏ هي شركة تكنولوجيا الغذاء يقع مقرها الرئيسي في بيركيلي ،كاليفورنيا تهدف لتطوير لحوم مصنعة بسعر مناسب.